# Adalbrand
Adalbrand van Bremen (ook Alebrand van Bremen, Becelin, Bezelin, Bencelin), ( - Bücken, 15 april 1043) was een Duitse geestelijke. Hij was van 1035 tot 1043 aartsbisschop van Hamburg en Bremen. Hij ligt begraven in Bremen.
- Gemeinsame Normdatei: 123345731
- Virtual International Authority File: 30442608